# Fransèches

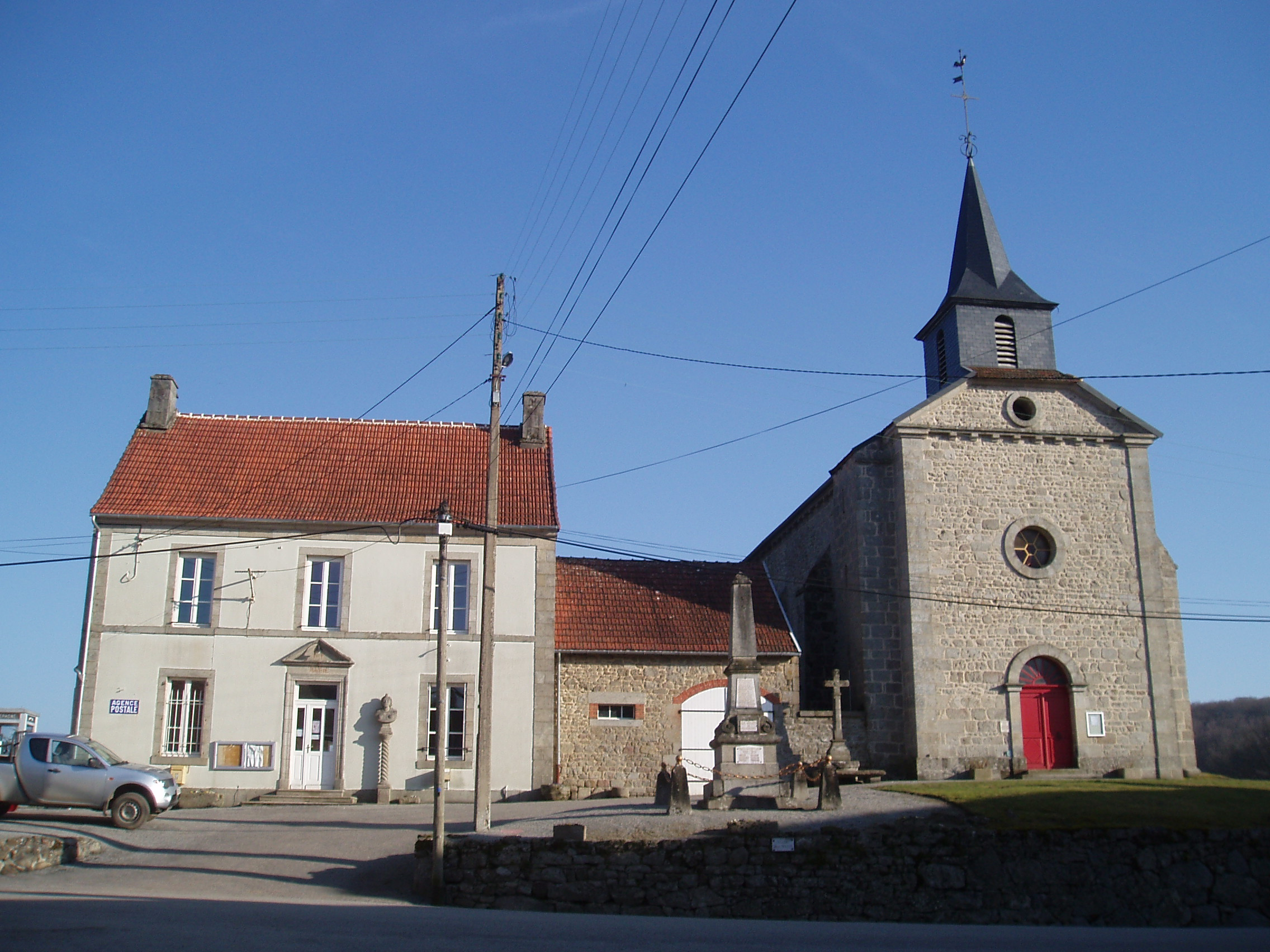
Ratusz i kościół św. Denisa we Fransèches (2011)

Fransèches – miejscowość i gmina we Francji, w regionie Nowa Akwitania, w departamencie Creuse.
Według danych na rok 1990 gminę zamieszkiwało 239 osób, a gęstość zaludnienia wynosiła 13 osób/km² (wśród 747 gmin Limousin Fransèches plasuje się na 400. miejscu pod względem liczby ludności, natomiast pod względem powierzchni na miejscu 376.).

## Populacja

Populacja Fransèches w latach 1962–2008